# Corneli Malatesta de San Giovanni
Corneli Malatesta de San Giovanni fou fill de Rambert III Novello Malatesta de Sogliano. Fou comte de San Giovanni in Galilea (junt amb son germà Carlo II Malatesta de Sogliano) el 1532 per herència paterna però va vendre la seva part del feu a son germà.
Fou capità de Venècia. Va morir a San Giovanni in Galilea el 1571. Estava casat amb Battista Bernardini, filla d'Achille Bernardini, comte de la Massa. Va deixar quatre fills: Rambert IV Malatesta de Sogliano, Leònid (exclòs de la successió i mort el 1600), Carlo III Malatesta de Sogliano i Segimon Malatesta de Sogliano.